# EcoSCOPE

Opname met ecoSCOPE

De ecoSCOPE is een optisch sensorsysteem voor het onderzoeken van de distributie en het gedrag van kleine organismen in zee. Het systeem kan uit vele onderdelen bestaan, zoals sensoren, camera's, communicatiemiddelen, gegevensdragers en grijparmen. De basis van het systeem wordt gevormd door titanium endoscopen met daarin enkele zeer gevoelige instrumenten. De ecoSCOPE wordt ingezet vanuit een kleine ROV of via optische-vezelkabel.
Een bekende gebruiker van dit type microscoop is visdatabase FishBase.